# Riu Krishna
|  | Aquest article tracta sobre el riu de l'Índia. Vegeu-ne altres significats a «Krishna». |

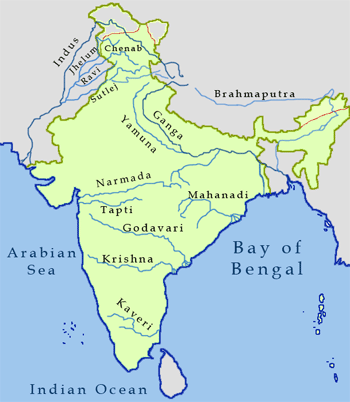
Rius principals de l'Índia amb el Krisnna

El riu Krishna, que vol dir "el Negre"(marathi: कृष्णा नदी, kannada: ಕೃಷ್ಣಾ ನದಿ, telugu: కృష్ణా నది) és un riu de l'Índia, un dels principals del sud del país junt al Godavari i al Kaveri, que corre d'oest a est. En longitud el Godavari és una mica més llarg, en santedat tant el Kaveri com el Godavari el sobrepassen, però en conca és el primer: incloent els seus dos afluents principals el Bhima i el Tungabhadra, sobrepassa àmpliament als altres dos rius amb més de 250.000 km². La seva longitud està a l'entorn del 1.300 km. És massa ràpid per ser navegable excepte entre Bezwaga i la desembocadura. És una font important de regadiu als estats indis de Maharashtra, Karnataka, Telangana i Andhra Pradesh.

## Recorregut i conca
La conca de Krishna s'estén per una àrea de 258.948 km², que és gairebé el 8% de l'àrea geogràfica total del país. Aquesta gran conca es troba als estats de Karnataka (113.271 km²), Telangana, Andhra Pradesh (76.252 km 2) i Maharashtra (69.425 km 2).
La major part d'aquesta conca comprèn un país ondulat, excepte la frontera occidental, que està formada per una línia ininterrompuda dels Ghats Occidentals. Els tipus de sòls que es troben a la conca són sòls negres, sòls vermells, sòls laterites i lateritics, al·luvions, sòls mixtes, sòls vermells i negres i sòls salins i alcalins.
El potencial hídric superficial anual mitjà és de 78,1 km3. D'aquests, 58,0 km3 són d'aigua aprofitable. La superfície cultivable a la conca és d'uns 203.000 km², que és el 10,4% de la superfície total cultivable del país. Com que la disponibilitat d'aigua al riu Krishna s'estava tornant insuficient per satisfer la demanda d'aigua, el riu Godavari està vinculat al riu Krishna posant en servei el canal de la riba dreta de Polavaram amb l'any 2015 per augmentar la disponibilitat d'aigua al Prakasam. Presa a Andhra Pradesh. La superfície cultivable a la conca és d'uns 203.000 km², que és el 10,4% de la superfície total cultivable del país. Com que la disponibilitat d'aigua al riu Krishna s'estava tornant insuficient per satisfer la demanda d'aigua, el riu Godavari està vinculat al riu Krishna posant en servei el canal de la riba dreta de Polavaram amb l'ajuda de l'esquema d'ascensor de Pattiseema l'any 2015 per augmentar la disponibilitat d'aigua al Prakasam. Barrage a Andhra Pradesh. Els canals de reg de Prakasam Barrage formen part de la National Waterway 4. El delta de Krishana-Godavari conegut com a "Graner d'arròs de l'Índia".
Flueix per uns 1.400 km i desemboca al golf de Bengala. Els principals afluents que s'uneixen a Krishna són el riu Ghataprabha, el riu Malaprabha, el riu Bhima, el riu Tungabhadra i el riu Musi.
Neix a 64 km de la mar d'Aràbia als Ghats Occidentals a l'estació de muntanya de Mahabaleshwar a 17° 59′ N, 73.° 38′ E / 17.983°N,73.633°E, a una altitud de 1.337 m i corre al sud-est passant per les pendents de les muntanyes de Mahabaleshwar, segueix cap a Karad on rep per la riba dreta al Koyna, i després Sangli, on rep les aigües del Varna o Varma des de l'oest, fins a arribar a Kurundvad, on se li uneix el Panchganga per la riba dreta. El curs gira netament a l'est i passa pel districte de Belgaum i altres fins al districte de Bijapur on rep per la dreta al Ghatprabha i Malprabha que venen dels Ghats Occidentals; prop de les muntanyes el llit del riu és rocós i en tota aquesta zona es formen algunes illes. Al districte de Satara les aigües són àmpliament utilitzades pel reg i el mateix als territoris més plans al sud-est. A Echampet, al districte de Raipur, el riu es dirigeix a l'altiplà del Dècan propi pels territoris al·luvials o doabs de Shorapur i Raichur. La baixada és de 126 metres en uns 5 km. El primer doab és format per la confluència del Bhima, que arriba després de regar Ahmadnagar, Poona i Sholapur; el segon s'origina per la confluència del Tungabhadra, procedent de Bellary i Kurnool. Al punt d'unió amb el Tungabhadra a la cantonada oriental del districte de Raipur el riu segueix avançant; en un moment forma el límit entre el districte de Kurnool i el districte de Guntur. El llit és després durant molts km un canal rocós amb caiguda ràpida corrent en direcció lleugerament nord-est per les muntanyes Nallamalai i altres. A Wazirabad al districte de Nalgonda rep el darrer tributari important, el Musi, a la riba del qual hi ha la ciutat d'Hyderabad. Arriba als Ghats Orientals i gira al sud-est corrent uns 160 km entre el districte de Krishna i el de Guntur en direcció a la mar, a la badia de Bengala, on desaigua per dues boques principals que formen un estuari que té al seu cap la ciutat de Bezwada, on una presa reté l'aigua per ser utilitzada en el reg. L'aigua en aquest punt s'estima en 22.820 m3 per segon. Desaigua a la badia a Hamasaladeevi a Andhra Pradesh després de regar l'estat de Maharashtra, el de Karnataka i el d'Andhra Pradesh. El delta és una regió extremament fèrtil i fou el centre de les dinasties Satavahana i Ikshvaku. La ciutat més important per les que passa és Vijayawada. Les seves aigües causen molta erosió especialment al temps de pluges arrossegant terres fèrtils de les seves ribes.
La qualitat de l'aigua és problemàtica en rebre nombroses aportacions d'aigües fecals a les ciutats que rega Poona, Satara, Kolhapur, Hyderabad, Kurnool i Vijayawada.

## Afluents
El principal és el Tungabhadra, format pel Tunga i el Bhadra als Ghats Occidentals. El segueixen el Bhima, el Koyna, el Kundali, el Malaprabha, el Ghataprabha, el Yerla, el Warna, el Dindi, el Musi i el Dudhganga. El Yerla, Musi, Maneru i Bhima hi desaiguen per l'esquerra i la resta per la dreta. Prop de Sangli, al lloc anomenat Sangameshwar, el Warana; i a Narsobawadi el Panchanga; i encara un tercer riu; aquestos punts són sagrats.
Llista d'afluents:
- Munneru a Andhra Pradesh
  - Akeru a Andhra Pradesh
- Paleru a Andhra Pradesh
- Musi a Andhra Pradesh
- Tungabhadra
  - Tunga
  - Bhadra
  - Vedavathi
    - Veda
    - Avathi
    - Suvarnamukhi

  - Varada
- Bhima
  - Sina
  - Nira
  - Mula-Mutha
    - riu Mula
    - riu Mutha

  - Chandani
  - Kamini
  - Moshi
  - Bori
  - Riu Man
  - Bhogwati
  - Indrayani
    - Kundali

  - Kumandala
  - Ghod
  - Bhama
  - Pavna
- Malaprabha
- Ghataprabha
- Varma
- Koyna
- Panchganga

## Inundacions
Periòdicament es produeixen crescudes dels rius que desborda el llit i de vegades causa gran danys i víctimes. Les més importants foren les de 1903 i de 2005, 2006 i 2009.

## Preses principals
- Basava Sagar
- Almatti
- Srisailam
- Nagarjuna Sagar
- Prakasham
- Jurala
- Dhom

## Llocs i temples

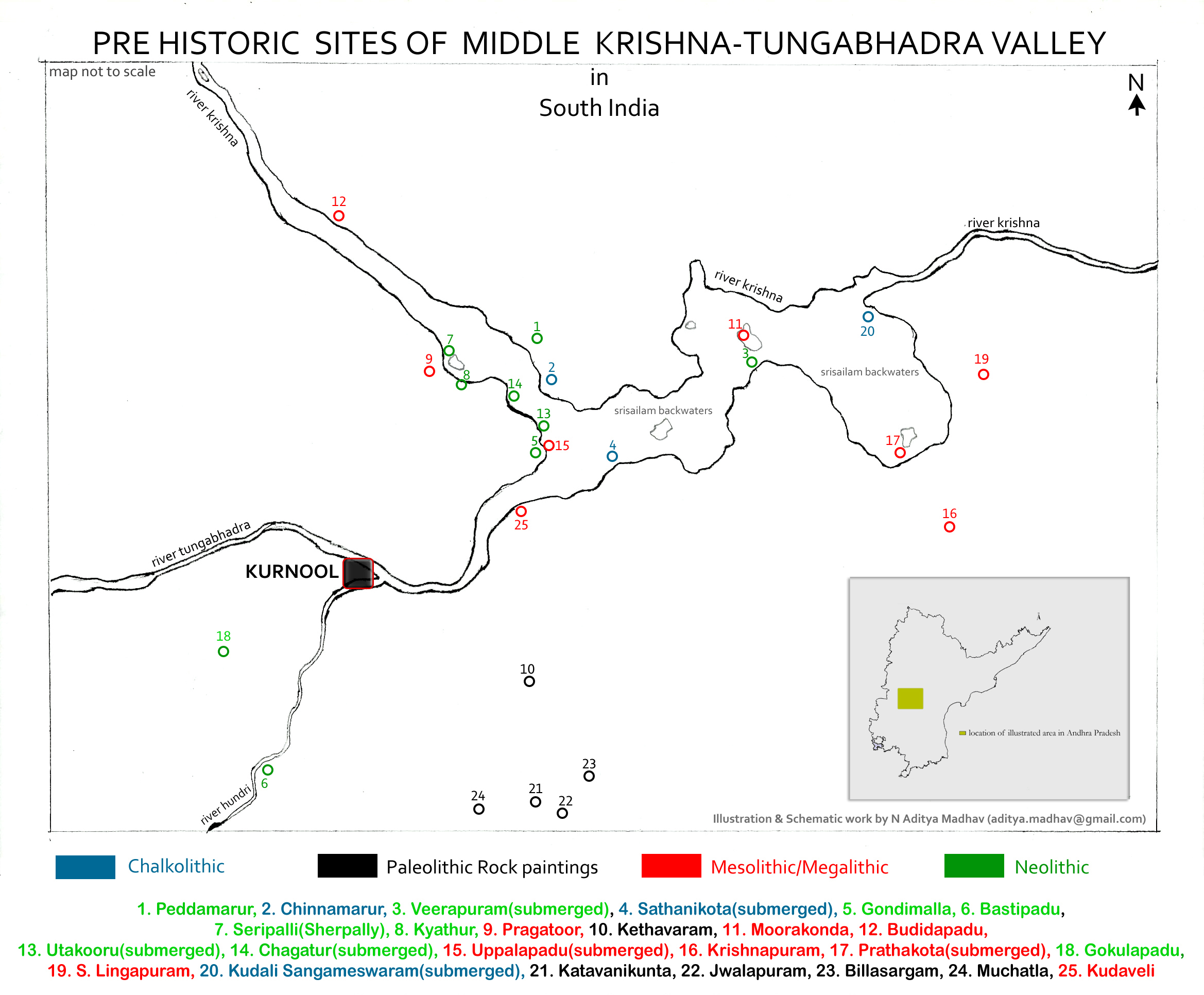
Llocs prehistòrics de Middle Krishna- Tungabhadra Valley a Telangana, Andhra Pradesh

Aquest riu és venerat pels hindús com a sagrat. També es creu que el riu elimina tots els pecats de les persones prenent-se un bany en aquest riu. El centre d'atracció és la fira Krishna Pushkaram que se celebra un cop cada dotze anys a la vora del riu Krishna. Hi ha molts llocs de pelegrinatge a Maharashtra, Karnataka, Telangana i Andhra Pradesh al curs del riu.
El primer lloc sagrat del riu Krishna és Wai, conegut pel temple Mahaganpati Mandir i Kashivishweshwar. Té set ghats al llarg del riu. Temples com el temple de Dattadeva, que és venerat per la gent de Maharashtra, es troben a la vora de Krishna a Narsobawadi i Audumbar prop de Sangli. Yadur és un dels llocs sagrats importants de Karnataka que es troba a la riba de Krishna. El temple de Veerabhadra és un temple famós. Molts devots visiten aquest lloc des de Maharashtra i Andhra Pradesh. A més, situat a la vora del riu Krishna es troba el temple de Sangameshwar Shiva a Haripur. Alguns dels altres temples són el temple de Kanaka Durga a Vijayawada, el temple de Ramling a prop de Sangli, Mallikarjuna Jyotirlinga (Srisailam), el temple d’Amareshwara Swamy, el temple de Vedadri Narasimha, el temple de Vadapalli a Nalgonda, el temple de Dattadeva i els temples de Sangameshwara Shiva a Telanpur i Gadwal.
La ciutat de Bhilawadi a Maharashtra té una gran estructura de pedra construïda a la riba del riu Krishna, també coneguda com Krishna Ghat. Aquesta estructura també inclou un temple gran i un altre petit construït al mig del riu. Es creu que aquesta estructura es va construir el 1779.
A la vora del riu hi ha alguns temples, com el de Dattadeva a Maharashtra, a Narasoba Waadi, el Sangameshwar Shiva a Haripur i el Ramling prop de Sangli. Llocs de pelegrinatge són Audumber i Narsobawadi, prop de Sangli a Maharashtra, Kudalasangama (prop de Bagalkot) a Karnataka. A Srisailam hi ha un temple dedicat a Xiva. A Amravati, antiga capital dels satavahanes budistes (que van governar uns 400 anys), es fa el festival internacional anomenat Kalachakra a la que alguna vegada ha assistit el Dalai Lama. Vijayawada a la riba esquerra del riu té un famós temples a la muntanya Indrakeeladri dedicat a la deessa Kanaka Durga.

## Flora i fauna
Una àmplia zona prop del riu Krishna conté la rica flora i fauna. Els últims boscos de manglars supervivents a l'estuari de Krishna han estat declarats com el santuari de vida salvatge de Krishna. El santuari és la llar d'un gran nombre d'aus residents i migratòries. Al santuari també es poden veure gats pescadors, llúdrigues, cocodrils estuaris, cérvols tacats, cérvols sambars, blackbucks, serps, sargantanes i xacals. El santuari també admet una rica vegetació amb plantes com Rhizophora, Avicennia i Aegiceros.

## Ponts

Panorama dels ponts de la presa de Prakasam i del ferrocarril a Krishna prop de Vijayawada

El riu Krishna està travessat per diversos ponts al llarg del seu curs, alguns dels quals s'enumeren a continuació.
- Pont de Krishna, Wai, Maharashtra: aquest pont, que es troba a la zona de Dharmpuri Peth de la ciutat de Wai, és un dels ponts més antics que van ser construïts pels britànics a l'Índia. S'estén al Krishna per nou kamans (arcs) i està fet de roca negra. El pont serveix com a marca d'inundació (quan l'aigua puja al nivell de la carretera al pont) per a la gent "Waikar".
- Pont Irwin, Sangli - Aquest és un dels ponts més antics, històrics i més grans sobre Krishna que van ser construïts pels britànics. El pont d'Irwin, que està construït amb pedra vermellosa, té dos passos on es pot baixar al riu al mig del seu tram per veure l'aigua.[14]
- Pont d'Ankali, Sangli, Maharashtra: aquest pont és un enllaç important entre els districtes de Sangli i Kolhapur. En aquest punt hi ha tres ponts, un de ferrocarril i dos de carreteres. De dos ponts de carretera, l'únic pont en direcció a Miraj va ser construït al segle xix sota l'administració britànica. Encara està en funcionament. El pont ferroviari es va construir en el moment de la col·locació de l'enllaç ferroviari de Kolhapur a Pune. El contractista del pont ferroviari va ser VR Ranade & Sons[15]de Pune. La construcció d'aquest pont de ferrocarril i els embornals a la ruta del ferrocarril a la regió propera van ser construïts per ells l'any 1882–84.
- Pont del ferrocarril Kudachi- Ugar construït pels britànics el 1891.
- B. Pont Soundatti, Raibag – Aquest és també un dels ponts més antics construïts durant el domini britànic. Aquest pont connecta Maharashtra amb l'estat de Karnataka.
- Pont Tangadagi, aquest és un dels ponts més antics que connecta els districtes de Bijapur i Bagalkot de Karnataka. El temple de Déu Neelambika es troba a la vora del riu Krishna.
- El pont Chikkapadasalagi, és un dels ponts més antics construïts a l'època britànica que connecta Jamakhandi i Vijayapur,
- Pont de Jambagi, Jamkhandi : El pont de construcció recent connecta Athani, Bijapur i Jamkhandi.
- Pont de Galagali del poble de Galagali, Bagalkot: pont molt important que connecta moltes ciutats i pobles dels districtes de Bagalkot i Vijayapur